# Brachyxanthia peculiaris
Brachyxanthia peculiaris là một loài bướm đêm trong họ Noctuidae.